# 胡毓枫
胡毓枫（1900年—1940年），字汉培，天津李嘴村人。中华民国律师，民国初年学生运动及爱国运动人士。

## 生平
1917年，胡毓枫入南开中学。1919年“五四运动”中，他参加天津学生联合会，随周恩来、马骏等人参加爱国学生运动。1920年1月29日，天津学生联合会组织大规模请愿，胡毓枫负责第一支队，组织中西女校学生并领喊口号，请愿遭到政府镇压，发生天津一·二九惨案，他在惨案中头部受重伤而昏迷，被送入医院。1921年，他从南开中学毕业，考入唐山交通大学土木工程系本科。在校期间，他和天津学生联合会代表保持联系，继续参与爱国学生运动。他还受邓颖超委托，替邓在直隶第一女子师范学校的同班同学金颖超在黄金祥所办的女学馆找到了工作。
1922年冬，他和黄金祥的长女黄淑兰结婚，1923年生子。1924年春，其子因种痘受到感染，臂部发生溃疡，到天津法租界马大夫医院治疗。他为照看孩子而辍学，和其妻租住在医院附近的旅馆佛照楼。1925年春，他到交通大学北京铁道管理学院申请复学，因离校时间久，校方遂开证明劝他到其他学校学习。1927年，他考入直隶法政专门学校攻读法律。1929年，该校改称河北省立法商学院。在校学习期间，他和中共地下党关系密切。1931年他毕业，仍积极参加天津各学校救国联合会的活动。
1931年毕业后，他任执业律师。1932年10月他加入天津律师公会。任律师期间，他和中共地下党关系密切。1934年冬，其妻病重，并于1935年春病逝。
1937年七七事变爆发前后，天津律师公会会长李洪岳被李仰白（原名李士诚）在天津地方法院诉诈财，李洪岳遂请天津律师公会副会长朱道孔任代理律师，反诉李仰白“诬告并伪造文书诽谤”。胡毓枫任李仰白的代理律师，经过努力，1937年7月22日法庭宣判，“李仰白控诉李洪岳一案，因案情复杂，牵扯颇多，自诉和反诉双方均无罪。各项自诉、反诉不受理，民事要求驳回。”此案当时轰动一时。
此后他一边从事律师职业，一边暗中和河北省立法商学院校友及爱国人士在天津北部宣传抗日。
1940年12月，他遭暗害中毒身亡。年仅40岁。被害原因不详。